# Philippe Fix
Philippe Fix (* 1937 in Grendelbruch, Département Bas-Rhin, Elsass, Frankreich) ist ein französischer Comiczeichner und Illustrator. In Frankreich wurde er durch die Erfindung der Comic-Figur „Chou-Chou“ sehr bekannt. Bücher mit Illustrationen von Philippe Fix wurden auf Französisch, Deutsch, Englisch, Italienisch, Finnisch, Dänisch, Niederländisch, Walisisch, Schwedisch, Norwegisch (bokmål), Spanisch, Afrikaans, Japanisch, Litauisch, Portugiesisch, und Hebräisch veröffentlicht.

## Leben und Wirken
Philippe Fix wurde in dem beschaulichen elsässischen Dorf Grendelbruch geboren. Als junger Mann studierte er an der École des Arts Décoratifs in Straßburg und an der École des Beaux-Arts in Paris.
Ab 1963 erschuf er die Comic-Figur des „Chou-Chou“, die ihn bei Kindern jeden Alters in Frankreich seiner Zeit zu einem der bedeutendsten Comiczeichner machte. Sie wurde mit dem Magazin Salut les copains sehr berühmt. 1964 startete ein neues nach ihr benanntes Magazin Chouchou, später erschien sie in Pilote. 1964 erschienen zwei Alben mit ihrer Musik, für das Lied La mascotte des copains schrieb Philippe Fix auch den Text. Jean-Jacques Debout lieh Chouchou seine Stimme, die schneller abgespielt wurde. Später entschied Philippe Fix sich dafür, fast ausschließlich nur noch Illustrationen für Kinder- und Abenteuerbücher zu zeichnen. Auch in vielen deutschen Kinderbüchern sind die Zeichnungen von Fix zu finden. Für den deutschsprachigen Raum war Fix neben Maurice Sendak der bevorzugte Zeichner des Diogenes-Verlages für Kinderbücher.

## Auszeichnungen (Auswahl)
- Loisirs Jeunes, 1968.
- "Mention" Premio Critici in Erba, Internationale Kinderbuchmesse Bologna[7] (Italienisch) für  Serafin und seine Wundermaschine, von Alain Grée und Janine Ast, von Fix illustriert, 1970.
- "Mention" Premio Grafico Fiera di Bologna per l'Infanzia, Internationale Kinderbuchmesse Bologna[8] (Italienisch) für  Serafin: lesen verboten, von Alain Grée, von Fix illustriert, 1972.
- Diplome d`honneurs des Hans Christian Andersen Preises für Il y a cent ans déjà[9], 1990.

## Werk als Illustrator und Autor von Kinderbüchern (Auswahl)
- Chouchou, au Far-West, 1966.
- Serafin und seine Wundermaschine, 1967.
- Alexander und die Zaubermaus, 1971.
- Serafin gegen Serafin, 1971.
- Serafin lesen verboten, 1972.
- Riesen sind nur halb so groß, 1972. (Originaltitel: The Book of Giant Stories.)
- Mumps und Tilli reisen mit der Zeitmaschine, 1977.
- Mumps und Tilli kehren zurück, 1978.
- Kaum hundert Jahres ist es her… Handwerk und Leben in einer kleinen Stadt, 1987.
- So leben die Bauern. Eine Familie auf dem Lande- früher und heute, 1990.
- Weihnachtszeit, schönste Zeit. 24 Geschichten für jeden Tag, 1996.
- Contes populaires du Maroc, 2003.